# Club Atlético Colegiales (Munro)
|  | No s'ha de confondre amb Club Atlético Colegiales. |

El Club Atlético Colegiales és un club de futbol argentí de la ciutat de Munro.

## Història

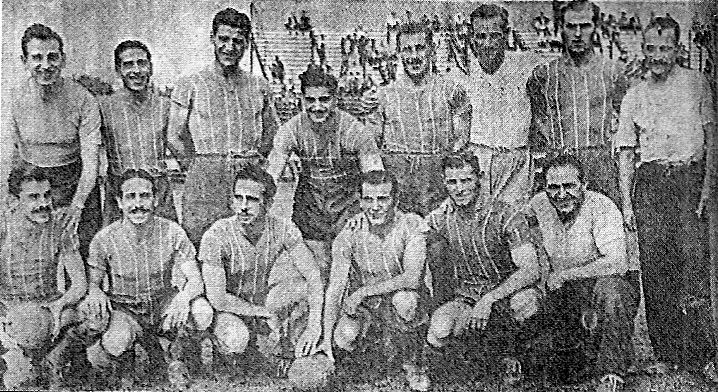
Colegiales el 1947.

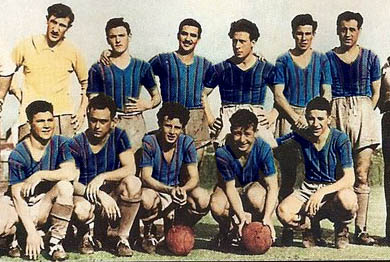
Colegiales el 1955.

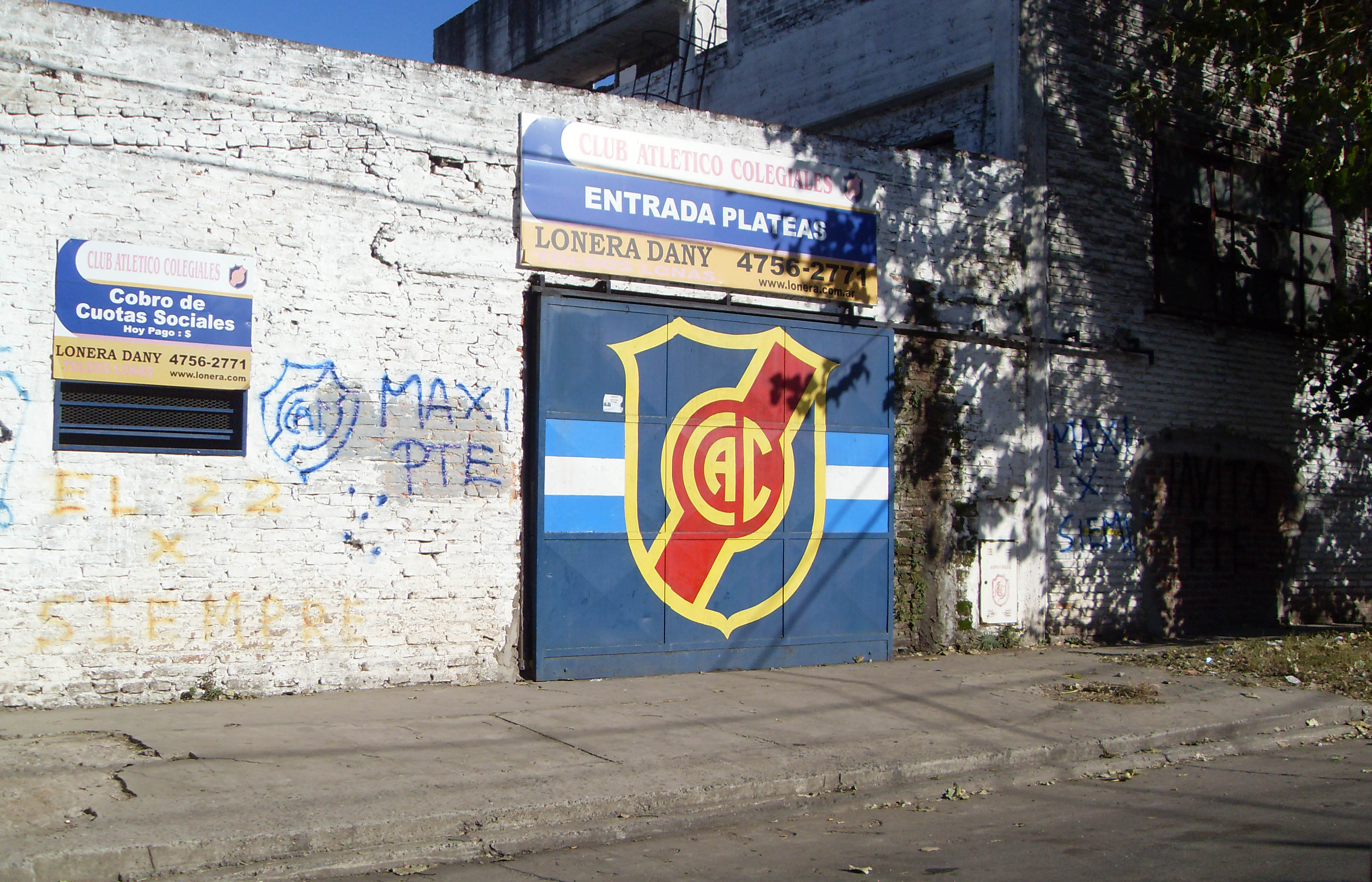
Entrada a l'estadi.

El club va néixer l'1 d'abril de 1908 amb el nom Club Atlético Libertarios Unidos, que canvià a Sportivo del Norte el 1919. Debutà a primera divisió el 1920.
Evolució de l'uniforme:
| 1908-24 | 1924-avui | 2003 | 2010-11 |

## Palmarès
- Primera B (1): 1928
- Primera C (6): 1913 (Libertarios Unidos), 1947, 1955, 1992-93, 2002-03, 2007-08